# Paul Chaat Smith
Paul Chaat Smith, nascut a Oklahoma, és un escriptor comantxe. Lector de la Galeria d'Art del Smithsonian i fundador del diari Treaty Council News, vinculat a l'AIM. Des del 1991 es dedica plenament a la literatura i ha escrit els assaigs Strong Hearts: Native American Voices and Visions (1995) i Like a Hurricane: The Indian Movement from Alcatraz to Wounded Knee (1996), crònica del moviment activista amerindi.